# Smátindafjall
Smátindafjall är ett berg i republiken Island. Det ligger i regionen Austurland, 400 km öster om huvudstaden Reykjavík. Toppen på Smátindafjall är 836 meter över havet.
Närmaste större samhälle är Djúpivogur, nära Smátindafjall.